# Hyman Bass
Hyman Bass (Houston, 5 ottobre 1932) è un matematico statunitense, conosciuto per i suoi contributi in algebra astratta e nella didattica della matematica. Gli è stato assegnato il premio Cole nel 1975 e la National Medal of Science nel 2006.